# Atraḫasis-Epos
Das Atraḫasis-Epos, auch der Mythos Atramchasis, ist das Werk eines unbekannten Dichters, der um 1800 v. Chr. in einem der Stadtstaaten Mesopotamiens gelebt hat. Es berichtet von der sumerischen Genesis. Der im frühen Babylon tätig gewesene Schreiber Nur-Ajja überarbeitete das Epos während des 12. Regierungsjahres seines Königs Ammi-saduqa. Weitere mehr oder minder variierende Abschriften folgten im ersten Jahrtausend v. Chr.
Atraḫasis (auch Atrachasis, Atrahasis, Atramchasis, Atramhasis, „der überaus Weise“) ist der Name des Helden im Atraḫasis-Epos. Die sumerische Königsliste verzeichnet Atraḫasis in einer Version mit dem Namen Ziusudra als historische Figur. Er wird als Sohn des Ubar-Tutu, dem König von Šuruppak bezeichnet.

## Urmythen - Religionen - geschichtliche Tatsachen
In der Hauptsache berichtet das Epos von einem Konflikt der ur-sumerischen Götter und greift zur Klärung dieser hierarchisch-politischen Beziehung auf den weit älteren Mythos der Trennung von Himmel und Erde ('Oben' und 'Unten') im kosmischen Urgewässer zurück. Enlil (Windgott) vertritt den Ratsvorsitz der sumerischen Götter, den höheren Anunnaki um Anu (Himmel) und den niederen Igigu um Enki (Erdgott).
Diese Ur-Vorstellung einer politischen Organisation hat keine bekannten historischen Vorbilder. Das Epos kündet von Ereignissen, die mythisch nahe dem kosmogonischen Anfang der Welt liegen.
Die Handlung folgt einem für sich genommen einfachen Muster:
- Es gibt eine Organisation der Götterparteien.
- Die unterlegene Göttergruppe ist unzufrieden und erhebt sich wider Enlil.
- Darauf beraumt diese Siegerpartei die Herstellung eines ersten Paares von Menschen an, die mit all ihren Nachkommen allen Göttern auf Ewig als Arbeitssklaven (opfernde Masse) dienen sollen.
- Infolgedessen kommt es zu weiteren Schwierigkeiten, für deren Kontrolle die zerstrittenen Götter erst ganz zuletzt eine utopische Einigung finden.

Teilhabend an dieser dramatischen Erzählung sind der Gott Enlil in seiner Funktion des den höchsten Überblick habenden Oberstrategen der sumerischen Stammesorganisation, ihre sieben göttlichen Mutterleiber Schassuratu unter dem Vorsitz Nintus, Anu und der im Unterteil des Himmels ansässige Gott Enki, der an jenem speziellen Schöpfungsakt eine Mordtat beizusteuern hat. Genauer gesagt handelt es sich hierbei um eine Zerstückelung, der wahrscheinlich niedergerungene Rebellen aus den Reihen der Igigu zum Opfer fielen.
So dient solch mit dem Lehm der Steppe gemischtes Blut als geschmeidiger Rohstoff zur Formung eines ersten, auch fortan fügsam bleibenden Wesens.
Bis hierhin sehr erfolgreich, hatte diese Maßnahme (die in zwei Schritten vollzogene Schaffung des Menschen) nun eine zumindest in ihren Ausmaßen unbeabsichtigte Nebenwirkung: Es kommt zur Massenvermehrung der Geschöpfe und den mit solcher Überbevölkerungskrise verbundenen Störungen. Schwer durch den Lärm der Menschen belästigt, unternehmen die oberen Götter im Laufe der Jahrtausende mehrere Anläufe, die Menge ihrer ihnen Nahrung beschaffenden, außerdem auch selbst eines Lebensraumes bedürfenden Arbeitssklaven auf ein wieder erträgliches Maß zu dezimieren, und als dies misslingt, den Versuch ihrer vollständigen Auslöschung mittels einer vom kosmischen Süßwasserhimmel gewaltig herabstürzenden Flut. Auch dieses Vorhaben scheitert, wiederum infolge eines Sabotageakts von Seiten Enkis, des Anführers der unteren Götter.
Diese Erzählung wurde um 1200 v. Chr. vom Autor des Gilgamesch-Epos übernommen. Dort finden sich sowohl Teile der im Atraḫasis-Epos beschriebenen Verpaarung als auch der Flutkatastrophe wieder. Offensichtlich nahm ebenfalls das Alte Testament Bezug auf das Epos: den mythisch-epischen Bericht über die Herstellung zweier erster Menschen sowie auf den der katastrophalen Überschwemmung, so dass uns erstere aus der Bibel als Adam und Eva und letztere unter dem Namen der vom Gott JHWH entfesselten Sintflut bekannt sind. Über den Umweg des Gilgamesch-Epos erscheint Atraḫasis dort als Noah; in der sumerischen Urkultur lautet sein Titel Ziusudra.

## Tafel 1

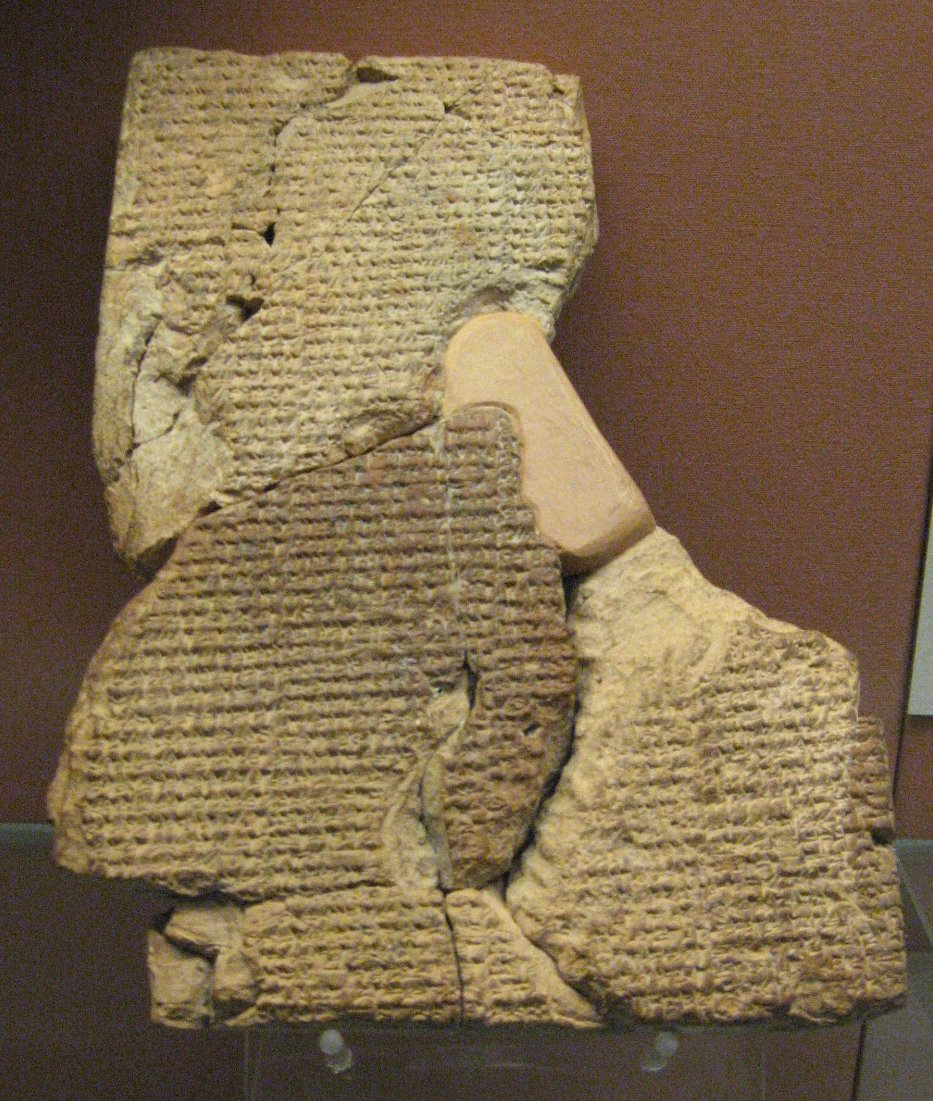
Bruchstücke der 1. Tafel des in Keilschrift verfassten Epos, im British Museum aufbewahrt. Ergänzt wurden fehlende Passagen u. a. durch Tafelfragmente anderer Versionen der gleichen Erzählung, die man nach und nach an oft weit voneinander entfernt liegenden Orten in Mesopotamien fand.

Als die Götter wie die Menschen arbeiten mussten (inuma ilu awilum = Als die Götter Menschen waren), gab es Streit zwischen den oberen Anunnaki und den Igigu, den niederen Göttern. Während letzteren die Aufgabe oblag, die Versorgung des Landes durch das Anlegen von Bewässerungskanälen zu sichern, wofür sie die Betten der Flüsse Euphrat und Tigris ausgruben, hatten die Anunnaki von oben her die Herrschaft inne – wachten also mutmaßlich über die Umsetzung ihrer Pläne und teilten entsprechend die Früchte dieses zivilisatorischen Großprojekts, welches die dürre Steppe 'Eden' in einen blühenden Garten verwandelte, nach ihrem Ermessen auf. Aufgrund der Schwere ihrer Arbeit aber fühlten sich die Igigu überfordert und begannen, gegen die oberen Götter zu rebellieren. Nachts umzingelten sie die Wohnstatt von Enlil, der als Hauptgott der Sumerischen Kultur galt, als Schöpfer von Luft und Erde inmitten des kosmischen Gewässers.
Enlil war überrascht und rief nach Anu und Enki. Nusku, einer der Söhne und hier der Botschafter Enlils, versuchte mit der aufständischen Partei zu verhandeln, blieb jedoch ohne Erfolg. Daraufhin bat Enlil die Muttergöttin Nintu um die Erschaffung von Menschen. Nintu erklärte, dem nur unter tätiger Mithilfe Enkis Folge leisten zu können. Enki, dies bejahend, gab der Versammlung aller Götter daraufhin den Rat, sich für alles Weitere zunächst reinigen zu sollen. Sie stimmten zu, so zerstückelte er am fünfzehnten Tag dieses Projektes Geštue, um die Götter anzuweisen, sich im Blut des Opfers ausgiebig zu waschen. Unter Paukenschlägen begann er sodann mit der Erschaffung des Wesens Widimmu. Dafür nahm er Lehm vom Boden der Steppe auf (Nintu galt vor allem als Urmutter Erde, insofern kommen hier die göttlichen Mutterleiber ins Spiel), den er mit etwas von dem Blute mischte. Abschließend gab er einen Hauch vom kosmischen Wasser hinzu und brachte das Geschöpf in seine dadurch lebendig werdende Form. Als es erwachte, trat die Muttergöttin heran, händigte ihm einen Tragekorb aus und befahl, dass es von nun an für die Götter zu arbeiten habe.
Hier gibt es eine Textlücke, in der beschrieben worden sein könnte, wie Widimmu an der Einsamkeit seines Arbeitsalltages in Eden litt und nichts, was die Götter ihm rieten, vermochte, ihm die Lebensfreude wieder zu geben. So könnten die Götter schließlich entschieden haben, ihm zur Aufmunterung eine Frau zuzugesellen. Woher sie stammt, bleibt der fehlenden Passage wegen offen – unter Umständen gab es einen ähnlich konzipierten Schöpfungsakt. Diese Annahme stünde jedoch im Konflikt mit der mosaischen Version der Vorgänge im Garten von Eden, der zufolge die Frau aus einem chirurgisch entfernten Körperteil des dafür in Tiefschlaf versetzten Mannes (Adams) hergestellt wurde, mit dem Argument „Es ist nicht gut, dass der Mensch alleine ist; darum lasst Uns eine Männin machen (Eva), die ihm hilft und die zu ihm passt.“ (Gen. 2.18)
Zuletzt gab die Muttergöttin dem jungen Paar den Befehl, ein siebentägiges Liebesfest zu Ehren der Kriegs- und Sexualgöttin Ištar zu feiern.* Beide gehorchten; nach neun Monaten wurde dem Land der Götter ein erstes Menschen-Kind geboren, dessen Daseinsbestimmung der seiner Eltern glich. (* Parallele zum Gilgamesch-Epos: Auch dort kommt es auf Anordnung der mesopotamischen Götter zu einem 7-tägigen Sexualakt; Darsteller sind der wiederum - wie auch der mosaische Adam - aus dem Lehm der Steppe erschaffene Tiermensch Enki-du und die mit allen dafür dienlichen Vorzügen ausgestattete Tempeldienerin Shamkat.)
1200 Jahre später hatten sich die Menschen derart vermehrt, dass sie mit ihrem Lärm die Götter störten. Enlil war empört und beschloss, dass der Unterweltgott Namtar einen Teil der Menschen mit Frostfieber wieder hinwegraffen möge – ein großes Massensterben nahm seinen Anfang. Enki aber (wahrscheinlich in Sorge, am Ende selbst wieder arbeiten zu müssen) trat an seinen getreuen Priester Atraḫasis heran und riet ihm zu Folgendem: Nicht mehr die anderen Götter sollen angebetet werden, sondern nur noch Namtar. Dem Gott der tödlichen Krankheiten schmeichelte dies so sehr, dass er kaum angesetzt mit seinem pandemischen Werk schon wieder aufhörte, die Menschen zu beseitigen.

## Tafel 2
Nach weiteren 1200 Jahren waren die Menschen nochmals um viele mehr geworden und streiften wie brüllende Tierherden umher. (Vgl. auch hier Enkidu, der Rebell vom Stamme der Wildesel, und seine die Steppe mit ihm durchstreifende Gazellenherde.) Weil die oberen Götter nun nicht einmal mehr schlafen konnten, schickte Enlil seinen Wettergott Adad und wiederum 1200 Jahre später die Fruchtbarkeitsgöttin Nisaba, um das Land mittels Stürmen zu verwüsten und die Ernten vertrocknen zu lassen; Enki aber verriet seinem Priester Atraḫasis jedes Mal, was dagegen zu tun war: Man opferte nur noch Adad und Nisaba, die anderen Götter ließ man hungern. Adad und Nisaba waren von diesem unverdienten Vorzug derart beschämt, dass sie ihr Unterfangen einstellten. Enlil erboste nun vollends gegen Enki und verfügte, dass eine gewaltige Flut nunmehr die gesamte Menschheit dahinraffen sollte. Zusätzlich ließ er Enki vor den Anunnaki schwören, mit den Menschen kein Wort mehr zu reden; danach begann er, sich mit den versammelten Göttern über das genaue Datum und die Dauer der zu entfesselnden Sintflut zu beraten.

## Tafel 3
Gut informiert mit allen Details, suchte Enki den Wohnsitz seines Priesters abermals auf, wartete diesmal jedoch, bis sich Atraḫasis in seiner Schilfhütte zum Schlafen hinzulegen begann. Sodann listig zur Schilfwand sprechend, um nicht vertragsbrüchig zu werden, erzählte 'ihr' Enki, was diesmal zu tun sei:
»Trenne dich von deinem Haus, baue ein Schiff, verschmähe dein Hab und Gut, rette dein Leben.« Das Schiff sollte würfelförmig und auch von oben wasserdicht verschließbar sein. Atraḫasis solle von der kommenden Flut niemandem etwas verraten, einen großen Vorrat an Nahrungsmitteln mitnehmen (u. a. lebende Vögel, ja sogar Fische, wie der Poet in humoriger Ironie hinzuzufügen verstand) und die Sanduhr ab Beginn der Katastrophe für sieben Tage im Auge behalten.
Atraḫasis verließ also in Eile sein Hab und Gut unter einem Vorwand und begann mit dem Bau des Schiffes. Seine Nachbarn und Verwandten lud er zur Mithilfe ein und versprach, dass der Lohn demnächst reichhaltig vom Himmel regnen würde. Der Termin drängte, so richtete er ein großes Fest aus, um auch entfernter lebende Arbeitskräfte zu gewinnen. Er selbst vermochte während des ausgelassenen Gelages nichts zu essen, so übel war ihm vor Angst über die nahende Strafe der Götter.
Als Adad die Wolken versammelte und die Winde begannen, aus allen Enden der Welt zu brüllen, stiegen Atraḫasis und einige ausgewählte Menschen (wenigstens eine Frau sowie seine? Meistersöhne) in das Schiff und versiegelten die Einstiegsluke von Innen mit Erdpech. Wie ein Topf wirbelte nun die Arche auf den Wogen der aus den geöffneten Himmelsschleusen des kosmischen Urgewässers mächtig herabdonnernden Flut. Und wie außer sich war Enlil in seiner Wut ob seines vereitelten Vorhabens der Menschheitsvernichtung! – die anderen Götter aber litten Hunger, da sie inmitten des tobenden Chaos nirgend mehr Menschen zu finden vermochten, die sie opfernd hätten ernähren können. Sie weinten ob der gewaltigen Zerstörung.
Hier fehlen wieder einige Zeilen, die sich aber nach dem Gilgamesch-Epos ergänzen lassen: Nachdem die Arche hoch oben am Berg Nisir gestrandet ist, sendet Uta-napišti (der Name des Atraḫasis im Gilgamesch-Epos) – vermutlich in Tagesabständen – drei Vögel aus: eine Taube, eine Schwalbe und einen Raben. Der am schlechtesten flugfähige Rabe kehrte nicht zurück, so wusste Utanpištim, dass das Land – wohl unter dichten Wolken dem eigenen Blick noch verborgen – wieder begehbar war.
Atraḫasis stieg aus seiner Arche herab und begann mit dienstbeflissenem Eifer, unterschiedslos allen Göttern ein Nahrungsopfer darzubringen. Wie freuten sich da die Götter, die so lange hatten hungern müssen! Als wären sie vom Duft gelockte Fliegen, schwärmten sie von allen Seiten heran und begannen nach Herzenslust über dem Feuer des Altares zu schmausen – wofür sie Atraḫasis später zum Dank mit ihrer Unsterblichkeit ausstatteten und gemeinsam mit seiner Frau im am östlichen Rand der Welt gelegenen Land Dilmun ansiedelten (s. Gilgamesch-Epos).
Enlil freilich, dem als weiser Herrscher das Wohl dieser großen Kultur oblag, blieb nach wie vor in schwerem Zorn gegen Enki, dem Schuldigen, dessen Verrat wegen es abermals einigen Menschen gelungen war, ihren diesmal geplant gewesenen Genozid zu überleben. Enki jedoch, wie immer nie in Verlegenheit um kreative Einfälle, ersann einen Weg, der seinen Wunschvorstellungen gemäß geeignet sein sollte, das von den zerstrittenen Göttern selbstverschuldete Problem endgültig zu beheben. Er ordnete an, die Menschen ab nun von Geburt an mit Leid und Tod bekannt zu machen, dass es unfruchtbare und unberührbare Frauen geben und ihre Lebenszeit von vornherein stark begrenzt würde (biblisch auf 120 Jahre), hoffend, dass ihre Vermehrung künftig reguliert werde. Mit diesem Versprechen, dass den Göttern für alle Zeit genügend eigener Lebensraum auf Erden bleiben würde, konnte sich Enlil begnügen und Frieden mit Enki schließen.